# 하비에르 솔리스

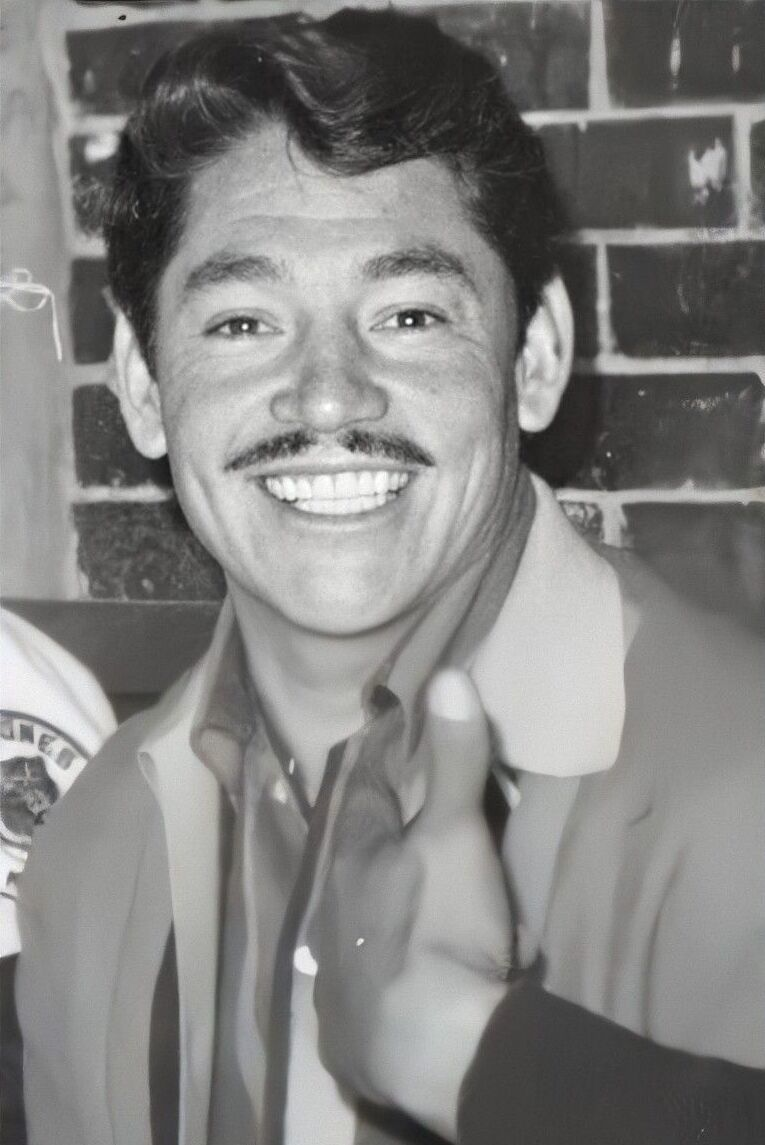

하비에르 솔리스(Javier Solis, 1931년 ~ 1966년)는 멕시코의 가수이다. 소노라주 노가레스 시에서 태어나 1939년에 멕시코시티로 이주하였다. 젊은 시절에는 권투를 하였다. 아마추어 노래자랑 콩쿠르에서 우승한 것을 계기로 볼레로를 불렀으나 칸시온 란체라로 전향하고 플리트 로드리게스의 인정을 받아 음반 취입의 기회를 얻었다. 두 번째 음반이 1960년에 크게 인기를 얻어 칸시온 란체라의 감각으로 볼레로를 부르는 이른바 볼레로 란체로라는 새로운 음악의 왕자적 존재로 인기가 급상승하였다. 하지만, 그는 1966년에 병으로 사망하였다. 그의 남성적이며 호방한 창법은 멕시코의 새로운 우상으로 기대가 많았던 만큼 그의 죽음은 더욱 애석한 느낌을 금할 수가 없다.